# محمد صالح الشنطي
محمد صالح الشنطي (ولد في فجة 13 سبتمبر 1945) أكاديمي وناقد أردني متخصص في النقد الأدبي الحديث، رأس قسم اللغة العربية في كلية المعلمين في حائل لمدة 23 عاماً. صدر له العديد من المؤلفات في النقد الأدبي منها: كتاب (النقد الأدبي المعاصر في المملكة العربية السعودية).

## التعليم
حاصل على الدكتوراه في النقد الأدبي حديث من جامعة القاهرة عام 1983م.

## العمل
- قدم إلى السعودية عام 1968 وعمل معلماً في مدارس تبوك الثانوية لمدة أربع عشرة سنة من 1968 إلى 1981م.
- بعد حصوله على درجة الدكتوراه عاد للعمل في قسم اللغة العربية في كلية المعلمين في حائل لمدة 23 عاماً (من 1983م إلى عام 2006م).[2]
- بعد انتهاء عمله في حائل عاد للأردن للتدريس في جامعة جدارا لمدة 8 سنوات.
- بعد عمله في جامعة جدارا عمل أستاذا زائرا في الجامعة الإسلامية في المدينة المنورة لمدة 5 سنوات.[6]

## الإصدارات
| الكتاب                                                                              | التاريخ | المصدر                   |
| ----------------------------------------------------------------------------------- | ------- | ------------------------ |
| متابعات أدبية                                                                       | 1981    | [ 7 ]                    |
| القصيدة المهاجرة                                                                    | 1987    |                          |
| فن القصة القصيرة في المملكة العربية السعودية                                        | 1987    |                          |
| الرواية في المملكة العربية السعودية                                                 | 1989    | [ 8 ]                    |
| في الأدب العربي القديم                                                              | 1992    |                          |
| رحلة في آفاق الكلمة                                                                 | 1994    |                          |
| المهارات اللغوية: مدخل إلى خصائص اللغة العربية وفنونها                              | 1994    |                          |
| فى الأدب الإسلامى: قضاياه وفنونه ونماذج منه                                         | 1995    |                          |
| الأدب العربي الحديث: مدارسه وفنونه وتطوره وقضاياه ونماذج منه                        | 1996    |                          |
| ظواهر جديدة في شعر المقاومة                                                         | 1996    | بالاشتراك مع أحمد الخطيب |
| في الأدب العربي السعودي وفنونه واتجاهاته ونماذج منه                                 | 1997    |                          |
| في النقد الادبي الحديث: مدارسه ومناهجه وقضاياه و دراسات نقدية تطبيقية               | 1999    |                          |
| النقد الأدبي المعاصر في المملكة العربية السعودية: ملامحه واتجاهاته وقضاياه (مجلدان) | 2001    | [ 9 ]                    |
| فن التحرير العربي ضوابطه وأنماطه                                                    | 2001    |                          |
| التجربة الشعرية في المملكة العربية السعودية (3 مجلدات)                              | 2003    | [ 10 ]                   |
| في أدب الأطفال: أسسه وتطوره وفنونه وقضاياه ونماذج منه                               | 2009    |                          |
| أسئلة الفكر وفضاءات السرد                                                           | 2013    |                          |
| في الرواية السعودية نماذج ورؤى                                                      | 2013    | [ 11 ]                   |